# Medved' (film)
Medved' (Медведь) è un film del 1938 diretto da Isidor Markovič Annenskij.